# 厄洛斯機場
厄洛斯機場是位於非洲國家納米比亞首都溫荷克的飛機場，坐落於霍馬斯區，距離首都中心商業區以南5公里。
該機場為霍齊亞·庫塔科國際機場之附屬機場，主要功能為分散霍齊亞·庫塔科國際機場於尖峰時刻的航班。但該機場最大降落機型為波音737，因此平日起降之航機多以西斯納等小飛機為主。2008年1月一架西斯納210型因機師操作不當而墜毀於該機場，總共造成包含機師在內的7人死亡空難。

## 航空公司與目的地
| 航空公司     | 目的地                       |
| ------------ | ---------------------------- |
| 納米比亞航空 | 卡蒂瑪穆利洛、翁丹瓜、鯨灣港 |